# Claustrofòbia
La claustrofòbia és la por infundada a estar en un espai tancat i les manifestacions del qual són les sensacions d'ofegar-se i els trastorns nerviosos, que poden desencadenar en una crisi de pànic.
La claustrofòbia és una de les fòbies que acompanya al comportament obsessiu. El temor pot aparèixer lligat a qualsevol espai tancat, o només a alguns (un ascensor, una sala de cinema o teatre, una aula). També pot estar associat a la presència de persones o a l'absència d'elles, i connectat amb altres elements diversos.

## Causes
La claustrofòbia habitualment causada per un o diversos esdeveniments traumàtics viscuts durant la infància en el que es coneix com a condicionament clàssic. Un exemple típic es quedar-se atrapat en un espai reduït, per exemple un ascensor durant hores.
En ocasions futures en les quals l'espai sigui similar a el d'aquesta situació original, la persona evocarà la mateixa por i ansietat que va experimentar en la situació traumàtica.
La claustrofòbia també pot derivar d'un comportament après. Per exemple si un dels teus pares mostra por quan està en un espai tancat, pots observar el seu comportament i desenvolupar els mateixos temors.

## Tractament
La claustrofòbia és tractada amb psicoteràpia utilitzant normalment teràpia cognitivo conductual juntament amb tècniques de relaxació i mitjançant una exposició gradual als espais tancats o reduïts en el que es coneix com a dessensibilització sistemàtica.